# Kate Jacobs
Kate Jacobs, född 1973 i Hope utanför Vancouver, Kanada, är en kanadensisk författare. Efter att ha studerat journalistik i Ottawa flyttade hon till New York för att bygga på sin utbildning och sedermera arbeta som journalist. Numera är Jacobs bosatt i Kalifornien med sin man.